# مقاطعة تشيروكي (آيوا)
مقاطعة تشيروكي (بالإنجليزية: Cherokee County)‏ هي إحدى مقاطعات ولاية آيوا في الولايات المتحدة الأمريكية.